# Temporada 1948-49 de los Boston Celtics
La Temporada 1948-49 fue la tercera de los Boston Celtics en la BAA. La temporada regular acabó con 25 victorias y 35 derrotas, no logrando clasificarse para los playoffs.

## Temporada regular
| # | División Este           | División Este | División Este | División Este | División Este |
| # | Equipo                  | G             | P             | %             | PD            |
| - | ----------------------- | ------------- | ------------- | ------------- | ------------- |
| 1 | x-Washington Capitols   | 38            | 22            | .633          | –             |
| 2 | x-New York Knicks       | 32            | 28            | .533          | 6             |
| 3 | x-Baltimore Bullets     | 29            | 31            | .483          | 9             |
| 4 | x-Philadelphia Warriors | 28            | 32            | .467          | 10            |
| 5 | Boston Celtics          | 25            | 35            | .417          | 13            |
| 6 | Providence Steamrollers | 12            | 48            | .200          | 26            |

## Estadísticas
| Rk | Jugador          | Edad | P  | PT | MP | TC  | TCI  | %TC  | 3P | 3PI | %3P | TL  | TLI | %TL  | RO | RD | RT | AS  | RB | TAP | BP | FP  | PTS  |
| -- | ---------------- | ---- | -- | -- | -- | --- | ---- | ---- | -- | --- | --- | --- | --- | ---- | -- | -- | -- | --- | -- | --- | -- | --- | ---- |
| 1  | George Kaftan    | 20   | 21 |    |    | 5.5 | 15.0 | .368 |    |     |     | 3.4 | 5.5 | .626 |    |    |    | 2.9 |    |     |    | 1.3 | 14.5 |
| 2  | Mel Riebe        | 32   | 33 |    |    | 4.4 | 15.2 | .291 |    |     |     | 2.1 | 3.5 | .603 |    |    |    | 2.9 |    |     |    | 2.9 | 11.0 |
| 3  | Johnny Ezersky   | 27   | 18 |    |    | 3.8 | 10.3 | .368 |    |     |     | 2.7 | 4.4 | .613 |    |    |    | 1.6 |    |     |    | 2.7 | 10.3 |
| 4  | George Nostrand  | 25   | 27 |    |    | 3.4 | 9.9  | .341 |    |     |     | 3.1 | 5.0 | .615 |    |    |    | 1.4 |    |     |    | 2.7 | 9.8  |
| 5  | Bob Kinney       | 28   | 21 |    |    | 3.6 | 10.7 | .335 |    |     |     | 2.6 | 4.3 | .593 |    |    |    | 1.2 |    |     |    | 4.2 | 9.7  |
| 6  | Dermie O'Connell | 20   | 21 |    |    | 4.1 | 15.0 | .276 |    |     |     | 1.4 | 2.7 | .536 |    |    |    | 3.1 |    |     |    | 1.9 | 9.7  |
| 7  | Chick Halbert    | 29   | 33 |    |    | 3.0 | 10.2 | .293 |    |     |     | 3.4 | 5.7 | .596 |    |    |    | 1.8 |    |     |    | 2.9 | 9.4  |
| 8  | Bulbs Ehlers     | 25   | 59 |    |    | 3.1 | 9.9  | .312 |    |     |     | 2.5 | 3.8 | .667 |    |    |    | 2.3 |    |     |    | 2.0 | 8.7  |
| 9  | Gene Stump       | 25   | 56 |    |    | 3.4 | 10.4 | .333 |    |     |     | 1.6 | 2.3 | .713 |    |    |    | 1.0 |    |     |    | 1.8 | 8.5  |
| 10 | Bob Doll         | 29   | 47 |    |    | 3.1 | 9.3  | .331 |    |     |     | 1.7 | 2.5 | .684 |    |    |    | 2.5 |    |     |    | 2.5 | 7.9  |
| 11 | Jim Seminoff     | 26   | 58 |    |    | 2.6 | 8.4  | .314 |    |     |     | 2.6 | 3.8 | .689 |    |    |    | 3.9 |    |     |    | 3.4 | 7.9  |
| 12 | Tom Kelly        | 24   | 27 |    |    | 2.7 | 8.1  | .335 |    |     |     | 1.7 | 2.7 | .616 |    |    |    | 1.4 |    |     |    | 2.7 | 7.1  |
| 13 | Art Spector      | 28   | 59 |    |    | 2.2 | 7.4  | .300 |    |     |     | 1.1 | 2.0 | .552 |    |    |    | 1.3 |    |     |    | 1.9 | 5.5  |
| 14 | Jack Garfinkel   | 30   | 9  |    |    | 1.3 | 7.8  | .171 |    |     |     | 1.1 | 1.6 | .714 |    |    |    | 1.9 |    |     |    | 2.1 | 3.8  |
| 15 | Johnny Bach      | 24   | 34 |    |    | 1.0 | 3.5  | .286 |    |     |     | 1.5 | 2.2 | .680 |    |    |    | 0.7 |    |     |    | 0.7 | 3.5  |
| 16 | Phil Farbman     | 24   | 21 |    |    | 1.0 | 3.7  | .269 |    |     |     | 1.4 | 1.8 | .789 |    |    |    | 0.9 |    |     |    | 1.7 | 3.4  |
| 17 | Bill Roberts     | 23   | 26 |    |    | 1.4 | 4.2  | .330 |    |     |     | 0.3 | 0.7 | .474 |    |    |    | 0.5 |    |     |    | 1.3 | 3.1  |
| 18 | John Hazen       | 21   | 6  |    |    | 1.0 | 2.8  | .353 |    |     |     | 1.0 | 1.2 | .857 |    |    |    | 0.5 |    |     |    | 1.7 | 3.0  |
| 19 | Stan Noszka      | 28   | 30 |    |    | 1.0 | 4.1  | .244 |    |     |     | 0.5 | 1.0 | .500 |    |    |    | 0.8 |    |     |    | 1.9 | 2.5  |
| 20 | Hank Beenders    | 32   | 8  |    |    | 0.8 | 3.5  | .214 |    |     |     | 0.9 | 1.1 | .778 |    |    |    | 0.4 |    |     |    | 1.1 | 2.4  |
| 21 | Earl Shannon     | 27   | 5  |    |    | 0.4 | 2.2  | .182 |    |     |     | 0.2 | 0.8 | .250 |    |    |    | 0.8 |    |     |    | 0.4 | 1.0  |
| 22 | Al Lucas         | 26   | 2  |    |    | 0.5 | 1.5  | .333 |    |     |     | 0.0 | 0.0 |      |    |    |    | 1.0 |    |     |    | 0.0 | 1.0  |